# Bystrjankacultuur

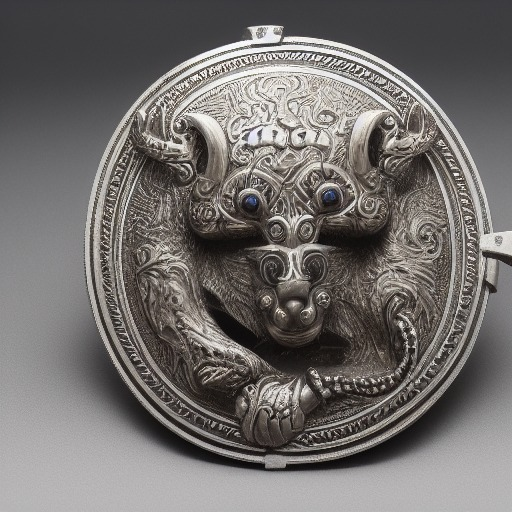
de stier was een mythisch wezen van de Bystrjansk-stammen: bronzen gesp, begraafplaats Maralicha-2, 6e eeuw v.Chr.; collectie van het streekmuseum van Solonesjnoje.

De Bystrjankacultuur (Russisch: Быстрянская культура) is een archeologische cultuur uit de vroege ijzertijd (6e-1e eeuw v.Chr), waarvan de belangrijkste vondsten zijn gedaan in de uitlopers van de Altaj.

## Geschiedenis van het onderzoek
Voor het eerst werd in 1989 het hele scala aan kenmerken van de Bystrjankacultuur beschreven door Aleksandr Soerazakov, die voorstelde ze in te delen als een speciale Tsjoemysj-Isjin-groep. S.M Kirejev stelde iets later voor om deze cultuur Bystrjankacultuur te noemen, naar het begrafeniscomplex bij het dorp Bystrjanka in de regio Krasnogorsk van de kraj Altaj.

## Oorsprong, lokalisatie en datering
In de 6e eeuw v.Chr. drongen verschillende groepen migranten het gebied van het Bieja-Tsjoemysj-hoogland binnen en mengden zich met vertegenwoordigers van de Bolsjeretsjecultuur. In een relatief klein gebied wortelden in die tijd verschillende bevolkingsgroepen met verschillende economische structuren. Het centrum van de vorming van de nieuwe cultuur was het gebied tussen de rivieren Bieja en Katoen. In de omgeving van Majma werden een groot aantal sites van deze cultuur gevonden. De noordoostelijke grens van de verspreiding van de Bystrjankacultuur lag in het midden van de Tsjoemysj, ten westen van de Salairrug, de noordwestelijke grens loopt ten noorden van de stad Biejsk en het Itkoelmeer. De westelijke grens liep langs de Anoej- vallei en de Basjtsjelak-rug. In het zuiden zijn Bystrjanka-vindplaatsen bekend tot bij het dorp Manzjerok.

## Levensstijl
De noordelijke uitlopers van de Altaj en het Tsjoemysj-hoogland worden gekenmerkt door grote hoeveelheden neerslag. In de winter is er een aanzienlijke sneeuwbedekking en in de zomer vormt zich een dichte vegetatiebedekking. Voor de nomaden van de Scythisch-Sakische cirkel was deze regio alleen in de zomer geschikt als weiland. In de winter waren er zeer weinig weiden met weinig sneeuw. Voor de winter verhuisden de yaylak-nomaden van de Bystrjanskcultuur naar de benedenloop van de Katoen. Volgens gegevens verkregen uit de Bystrjanka-nederzettingen van het archeologische complex Majmin, werd de kudde gedomineerd door paarden (vondsten van botten van dit dier vertegenwoordigen 40 tot 80% van alle vondsten van dierlijke botten). Er waren ook koeien en schapen, wat wijst op het mobiele karakter van de economie van de cultuur.
Ten oosten van de Bieja en in de noordelijke uitlopers van de Altaj schakelde de Bystrjanka-bevolking over op een sedentair leven en geïntegreerde landbouw. Dit werd mogelijk gemaakt door voldoende neerslag en hogere temperaturen in vergelijking met de bossteppe en het Altajgebergte. De complexe economie omvatte landbouw, verzamelen en jagen. De visserij speelde een ondergeschikte rol.
De ambachten van de Bystrjankacultuur waren huiselijk van aard: weven, aardewerk, hoorn- en been-verwerking, houtsnijwerk en leerverwerking. Bronsgieten werd uitgevoerd met geïmporteerde ingots of schrootproducten. IJzeren voorwerpen werden geïmporteerd.
Antropologisch gezien was de Bystrjankabevolking Europide met een Oost-Aziatische vermenging. In de 4e en 3e eeuw trokken afzonderlijke groepen Pazyryk-mensen naar het noorden en assimileerden de Bystrjanka-stammen. Vervolgens verloor de Bystrjankacultuur zijn originaliteit.

## Begrafenisritueel
De graven waren van het grafheuveltype. De heuvels werden meestal gemaakt van aarde, minder vaak van steen. Er waren ook combinaties, wanneer een aarden wal omringd werd door een omheining van grote stenen, of bedekt met een "schaal" van één laag steen. Er was meestal één graf per heuvel; heuvels met twee of drie graven zijn zeer zeldzaam.
De overledene werd begraven in een kuil van 1,5 tot 3 m diep met een balken- of plankbekleding, minder vaak van boomstammen. Er werden vloeren overheen gelegd. De houding van de overledene was op de rug met het hoofd naar het westen.
Begrafenisvoedsel werd in het graf geplaatst, meestal het achterste deel van een lam. Er werd een bronzen of ijzeren mes naast het vlees gelegd.
Een aanzienlijk deel van de begrafenissen ging gepaard met het begraven van een paard. Ze werden met een hoofdstel in het graf geplaatst, waardoor het paardentuig van de Bystrjankacultuur zeer goed bestudeerd kon worden.